# NGC 4780A
NGC 4780A este o galaxie situată în constelația Fecioara. A fost descoperită în  de către .